# Child of Eden
Child of Eden é um jogo de tiro musical lançado em 2011, desenvolvido pela Q Entertainment e publicado pela Ubisoft para Xbox 360 e PlayStation 3. A história segue a jornada do jogador para purificar a internet de um futuro distante de vírus, com a jogabilidade centrada em atirar em numerosos inimigos numa perspectiva de primeira pessoa. Pontuações são atribuídas com base no desempenho, e bônus são concedidos por sincronizar grupos de tiros com a trilha musical de cada fase. Além dos controles padrão, cada versão oferece a opção de usar controles de movimento através do Kinect e do PlayStation Move, respectivamente. O jogo é considerado um sucessor espiritual do título de 2001, Rez, mantendo o objetivo de proporcionar aos jogadores uma sensação de sinestesia.
O jogo foi concebido pelo fundador da Q Entertainment, Tetsuya Mizuguchi, e foi seu último grande projeto com a empresa. A produção começou em 2008 e incorporou as filosofias de jogabilidade de Mizuguchi de títulos anteriores. Os controles de movimento foram incluídos após o início da produção. A produção musical e sonora foi liderada por Yuki Ichiki e apresentou músicas novas e existentes do Genki Rockets, um grupo musical co-criado por Mizuguchi. O título recebeu críticas positivas e indicações para prêmios. Os elogios foram direcionados para seus visuais e uso de controles de movimento, enquanto as críticas recorrentes se concentraram em sua curta duração. Apesar de eventualmente ter vendido 500.000 cópias em todo o mundo, a Ubisoft ficou desapontada com suas vendas iniciais.

## História
A narrativa de Child of Eden é contada principalmente através de seu visual e música. Os eventos do jogo acontecem no ano de 2219, centenas de anos depois que a humanidade se espalhou para além da Terra. A internet existe como um reino virtual que contém todo o conhecimento humano chamado Éden. Está em andamento um projeto para ressuscitar a personalidade de Lumi, a primeira pessoa nascida no espaço, usando suas memórias preservadas divididas nos Arquivos. Os vírus infectam inesperadamente o Éden e colocam em risco a existência de Lumi, com o jogador sendo encarregado de limpar os Arquivos do Éden e salvá-lo, bem como resgatar a Lumi. Cada seção do Éden termina com uma luta de chefe contra um vírus poderoso que contém alguns dados de Lumi. À medida que o Éden é purificado dos vírus, a personalidade e as memórias de Lumi são restauradas, permitindo-lhe cantar e inundar o Éden com emoções positivas.

## Jogabilidade
Child of Eden é um jogo de tiro musical. O jogo é dividido em seis níveis chamados Arquivos: cinco compõem a campanha principal, com um sexto desbloqueado como um desafio pós-jogo. Cada nível é jogável novamente, mudando a cada vez dependendo do desempenho do jogador e do estilo de jogo na corrida anterior. O objetivo é passar por cada Arquivo, derrotar seu chefe, ganhar pontos e Estrelas para desbloquear mais níveis. Além dos controles padrão, cada versão utiliza controles de movimento como uma alternativa; a tecnologia de movimento utiliza o Kinect para o Xbox 360 com diferentes ações mapeadas para movimentos de mão e braço, e o PlayStation Move para o PlayStation 3 incorporando movimentos de deslizar do controle.